# 锗化钡
锗化钡是一种无机化合物，化学式为Ba2Ge。它可由锗和钡在氩气中于1200 °C共熔得到。

## 结构
锗化钡是正交晶系的晶体，空间群Pnma，晶胞参数a=8.38 Å, b=5.48 Å, c=10.04 Å，具有反PbCl2结构。